# Я сховав тебе у своєму серці
Я сховав тебе у своєму серці (тур. Seni Kalbime Sakladım) — турецький телесеріал 2022 року у жанрі романтичної комедії та створений компанією Sev Yapım. В головних ролях — Екін Мерт Даймаз, Севда Ергінджі.
Перша серія вийшла в ефір 30 червня 2022 року.
Серіал має 1 сезон. Завершився 7-м епізодом, який вийшов у ефір 11 серпня 2022 року.
Режисер серіалу — Шенол Сонмез.
Сценарист серіалу — Бурджу Їлмаз, Пінар Кая.

## Сюжет
Два різні життя, два різні світи… Чи вдасться Зейнеп і Дживанмерту уникнути своєї долі? Серіал розповість про кохання розумної, винахідливої та красивої Зейнеп, яка керує сімейним бізнесом, і Дживанмерта, наївного, але сміливого хлопця.

## Актори та ролі
| Актор              | Роль               |
| ------------------ | ------------------ |
| Севда Ергінджі     | Зейнеп Горен       |
| Екін Мерт Даймаз   | Дживанмерт Коркмаз |
| Ґьокче Акилдиз     | Дерен Токгез       |
| Мехтап Байрі       | Туркан Коркмаз     |
| Ельчин Афакан      | Рейхан Коркмаз     |
| Еврен Дуял         | Фірузе/Фіру        |
| Осман Алкаш        | Юсуф Абдулла Горен |
| Ґюльсерен Ґюртунка | Адалет Горен       |
| Тарік Ундуз        | Канберк            |
| Берке Юсдікен      | Гювен              |
| Алі Онер           | Мете               |
| Емре Ташкіран      | Памір              |
| Дерда Ясін Янал    | Олджай             |
| Сібель Айтан       | Сюзан/Сузі         |

## Сезони
| Сезон | Епізоди | Епізоди | Оригінальний показ | Оригінальний показ | Оригінальний показ |
| Сезон | Епізоди | Епізоди | Перший показ       | Останній показ     | Мережа             |
| ----- | ------- | ------- | ------------------ | ------------------ | ------------------ |
| 1     | 7       | 7       | 30 червня 2022     | 11 серпня 2022     | TRT 1              |

## Рейтинги серій

### Сезон 1 (2022)
| Серія     | Рейтинг (TOTAL) | Рейтинг (AB) | Рейтинг (ABC1) |
| --------- | --------------- | ------------ | -------------- |
| 1         | 1.72            | 1,95         | 1.70           |
| 2         | 2.11            | 2.13         | 2.51           |
| 3         | 1.73            | 1.60         | 1.87           |
| 4         | 2.04            | 1.62         | 2.01           |
| 5         | 2.09            | 2.02         | 2.7            |
| 6         | 1.69            | 1.63         | 1.71           |
| 7 (фінал) | 1.56            | 1.41         | 1.55           |

## Нагороди
| Рік  | Премія                       | Категорія                               | Номінант                     | Результат |
| ---- | ---------------------------- | --------------------------------------- | ---------------------------- | --------- |
| 2022 | 48. Премія «Золотий метелик» | Найкращий романтичний комедійний серіал | Я сховав тебе у своєму серці | Номінація |
| 2022 | 48. Премія «Золотий метелик» | Найкраща акторка романтичної комедії    | Севда Ергінджі               | Номінація |
| 2022 | 48. Премія «Золотий метелик» | Найкращий актор романтичної комедії     | Екін Мерт Даймаз             | Номінація |